# Pterotrigonia
Pterotrigonia is een geslacht van tweekleppigen uit de  familie van de Pterotrigoniidae. 

## Soorten
- † Pterotrigonia cristat van Hoepen, 1929
- † Pterotrigonia jubata van Hoepen, 1929
- † Pterotrigonia setosa van Hoepen, 1929
- † Pterotrigonia cramei Kelly, 1995
- † Pterotrigonia doii Tashiro & Katto, 1995
- † Pterotrigonia thomsoni Kelly, 1995

### Synoniemen
- Pterotrigonia (Notoscabrotrigonia) coheni H. A. Leanza, 1993 † => Notoscabrotrigonia coheni H. A. Leanza, 1993 †
- Pterotrigonia (Pterotrigonia) cramei Kelly, 1995 † => Pterotrigonia cramei Kelly, 1995 †
- Pterotrigonia (Pterotrigonia) dumbeana Freneix, 1980 † => Haumurigonia dumbeae (Freneix, 1958) †
- Pterotrigonia (Pterotrigonia) hottingeri Freneix, 1972 † => Praescabrotrigonia hottingeri (Freneix, 1972) †
- Pterotrigonia (Pterotrigonia) malagninoi Medina, 1980 † => Haumurigonia malagninoi (Medina, 1980) †
- Pterotrigonia (Pterotrigonia) savagei M.R. Cooper, 1979 † => Pterotrigonioides savagei (M.R. Cooper, 1979) †
- Pterotrigonia (Pterotrigonia) takahatensis Tashiro & Tanaka, 1992 † => Notoscabrotrigonia takahatensis (Tashiro & Tanaka, 1992) †
- Pterotrigonia (Pterotrigonia) thomsoni Kelly, 1995 † => Pterotrigonia thomsoni Kelly, 1995 †
- Pterotrigonia (Pterotrigonia) waitangiensis Fleming, 1987 † => Haumurigonia waitangiensis (Fleming, 1987) †
- terotrigonia (Ptilotrigonia) amakusensis Tashiro & Matsuda, 1983 † => Tamuragonia amakusensis (Tashiro & Matsuda, 1983) †
- Pterotrigonia (Ptilotrigonia) miyanoharensis Tashiro & Matsuda, 1983 † => Tamuragonia miyanoharensis (Tashiro & Matsuda, 1983) †
- Pterotrigonia (Ptilotrigonia) tamurai Tashiro & Matsuda, 1983 † => Tamuragonia tamurai (Tashiro & Matsuda, 1983) †
- Pterotrigonia (Ptilotrigonia) ultima Fleming, 1987 † => Tamuragonia ultima (Fleming, 1987) †
- Pterotrigonia (Ptilotrigonia) usuiensis Tashiro & Matsuda, 1983 † => Tamuragonia usuiensis (Tashiro & Matsuda, 1983) †
- Pterotrigonia (Rinetrigonia) van Hoepen, 1929 † => Rinetrigonia van Hoepen, 1929 †
- Pterotrigonia (Rinetrigonia) capricornia Skwarko, 1963 † => Pisotrigonia capricornia (Skwarko, 1963) †
- Pterotrigonia (Rinetrigonia) reayi Fleming, 1987 † => Pisotrigonia reayi (Fleming, 1987) †
- Pterotrigonia (Rinetrigonia) spikermanni Medina, 1980 † => Haumurigonia spikermanni (Medina, 1980) †
- Pterotrigonia (Rinetrigonia) yeharaiNakano & Numano, 1962 † => Metacanthotrigonia yeharai (Nakano & Numano, 1962) †
- Pterotrigonia (Scabrotrigonia) Dietrich, 1933 † => Scabrotrigonia Dietrich, 1933 †
- Pterotrigonia (Scabrotrigonia) monobeana Tashiro & Kozai, 1982 † => Metacanthotrigonia monobeana (Tashiro & Kozai, 1982) †
- Pterotrigonia (Scabrotrigonia) pseudomoriana Tashiro & Matsuda, 1986 † => Metacanthotrigonia pseudomoriana (Tashiro & Matsuda, 1986) †
- Pterotrigonia australiensis Cox, 1961 † => Rinetrigonia australiensis (Cox, 1961) †
- Pterotrigonia bungoensis Tashiro & Tanaka, 1996 † => Notoscabrotrigonia bungoensis (Tashiro & Tanaka, 1996) †
- Pterotrigonia druzczici Yanin, 2004 † => Eurotrigonia druzczici (Yanin, 2004) †
- Pterotrigonia gokderensis Saveliev, 1958 † => Eurotrigonia gokderensis (Saveliev, 1958) †
- Pterotrigonia hemilunaris Saveliev, 1958 † => Eurotrigonia hemilunaris (Saveliev, 1958) †
- Pterotrigonia kesadoensis Tashiro, 1994 † => Metacanthotrigonia kesadoensis (Tashiro, 1994) †
- Pterotrigonia klytschevae Saveliev, 1958 † => Mangyschlakella klytschevae (Saveliev, 1958) †
- Pterotrigonia mantelli Casey, 1961 † => Eurotrigonia mantelli (Casey, 1961) †
- Pterotrigonia peroni Freneix, 1972 † => Notoscabrotrigonia peroni (Freneix, 1972) †
- Pterotrigonia subaliformis Saveliev, 1958 † => Eurotrigonia subaliformis (Saveliev, 1958) †
- Pterotrigonia subpiriformisSaveliev, 1958 † => Eurotrigonia subpiriformis (Saveliev, 1958) †
- Pterotrigonia tatianae Saveliev, 1958 † => Mangyschlakella tatianae (Saveliev, 1958) †
- Pterotrigonia taurica Yanin, 2004 † => Incomatiella taurica (Yanin, 2004) †